# سياكا تييني
سياكا تييني (من مواليد 22 فبراير 1982 في أبيدجان، ساحل العاج) لاعب كرة قدم عاجي. بدأ مسيرته الكروية مع نادي أسيك أبيدجان في عام 1999، ولعب معهم حتى عام 2003، وفي عام 2003 انتقل إلى نادي ماميلودي صنداونز، ولعب معهم حتى عام 2005، وشارك معهم في 46 مباراة وسجل 14 هدف، ومنذ عام 2005 وهو يلعب مع نادي سانت إتيان الفرنسي، وفي موسم 2006/2007 أعير إلى نادي ريمز الفرنسي، ولعب معهم 18 مباراة وسجل 3 أهداف.
و هو يلعب مع منتخب ساحل العاج لكرة القدم منذ عام 2005.

## روابط خارجية
- سياكا تييني على موقع الاتحاد الدولي (مؤرشف)  (الإنجليزية)
- سياكا تييني على موقع رابطة كرة القدم الفرنسية للمحترفين (الإنجليزية)
- سياكا تييني على موقع إي إس بي إن إف سي (الإنجليزية)
- سياكا تييني على موقع قاعدة بيانات كرة القدم.إي يو (الإنجليزية)
- سياكا تييني على موقع بيانات كرة القدم. دي إي (الألمانية)
- سياكا تييني على موقع ليكيب (الفرنسية)
- سياكا تييني على موقع ناشيونال فوتبول تيمز (الإنجليزية)
- سياكا تييني على موقع Soccerbase.com (لاعب) (الإنجليزية)
- سياكا تييني على موقع Soccerway.com (الإنجليزية)
- سياكا تييني على موقع عالم كرة القدم.نت (الإنجليزية)